# Holzen (Nandlstadt)
Holzen ist ein Gemeindeteil des Marktes Nandlstadt im oberbayerischen Landkreis Freising.

## Geschichte
Erstmals wird die Einöde zwischen Nandlstadt und Reichertshausen urkundlich im Jahre 808 erwähnt und ist seitdem durchgängig bewohnt. Damit ist Holzen eine der ältesten urkundlich erwähnten Einöden in der Hallertau, die ihren Siedlungscharakter nie verändert hat. Vor der Gemeindegebietsreform 1978 war sie Teil der aufgelösten Gemeinde Figlsdorf.

### Einwohnerentwicklung
Die Bevölkerung von Holzen hat sich seit 1877 wie folgt entwickelt:
| Jahr | Einwohner |
| ---- | --------- |
| 1877 | 10        |
| 1928 | 14        |
| 1952 | 12        |
| 1978 | 7         |
| 1987 | 6         |